# 有害物質
有害物質（ゆうがいぶっしつ）とは一般に、人や生態系に対して有害な化学物質を指す。また、法令などにおいて一定の定義とともに用いられる用語でもある。本項目では法令において現れる「有害物質」について解説する。

## 規定する法令
化学物質の有害性について規定している法令は、以下の通り。
1. 薬事法：毒薬、劇薬
2. 毒物及び劇物取締法：毒物、劇物

有害性のある化学物質に関して、労働環境の安全や衛生環境の維持を規定している法令は、以下の通り。
1. 労働安全衛生法

有害性のある化学物質に関して、住居等の建築物の安全や衛生環境の維持を規定している法令は、以下の法令がある。
1. 建築基準法：シックハウス症候群
2. 建築物における衛生的環境の確保に関する法律：ホルムアルデヒド、一酸化炭素等の規制
3. 学校環境衛生の基準（平成14年2月文部科学省通達）：シックハウス症候群
4. 室内濃度指針値（厚生労働省）：シックハウス症候群

有害性のある化学物質に関して、米および農用地土壌を規定している法令は、以下の通り。
1. 農用地の土壌の汚染防止等に関する法律

有害性のある化学物質に関して、一般環境中の基準や拡散等の防止を規定している法令は、以下の法令がある。
1. 環境基本法：環境基準
2. 水質汚濁防止法
3. 大気汚染防止法
4. 土壌汚染対策法
5. ダイオキシン類対策特別措置法
6. 路上喫煙禁止条例
7. 他

## 一般環境への拡散防止を規定する法令
1. 水質汚濁防止法
  - 「カドミウムその他の人の健康に被害を生ずるおそれのある物質で政令で定めるもの」を「有害物質」とし、政令で、カドミウム及びその化合物、水銀及びアルキル水銀その他の水銀化合物、PCB等の物質を指定している。
2. 大気汚染防止法
  - 「物の燃焼、合成、分解その他の処理（機械的処理を除く。）に伴い発生する物質のうち、カドミウム、塩素、フッ化水素、鉛その他の人の健康又は生活環境に係る被害を生ずる恐れがある物質で政令で定めるもの」とされ、政令では例示された物質のほか、カドミウム化合物、塩化水素、フッ素、フッ化ケイ素、鉛化合物等が「有害大気汚染物質」として指定されている。
3. 土壌汚染対策法
  - 揮発性有機化合物、重金属類、農薬類を特定有害物質として指定基準を定めている。
  - 第1特定有害物質：四塩化炭素　 1,2-ジクロロエタン　1,1-ジクロロエチレン　シス-1,2-ジクロロエチレン　 1,3-ジクロロプロペン　 ジクロロメタン　 テトラクロロエチレン　1,1,1-トリクロロエタン　 1,1,2-トリクロロエタン　 トリクロロエチレン　 ベンゼン
  - 第2特定有害物質：カドミウム及びその化合物  六価クロム化合物  シアン化合物　 水銀及びその化合物 （アルキル水銀が検出されないこと）　セレン及びその化合物 　 鉛及びその化合物 　砒素及びその化合物 　ふっ素及びその化合物 　ほう素及びその化合物
  - 第3特定有害物質：シマジン　チウラム　チオベンカルブ　PCB　有機りん化合物
4. ダイオキシン類対策特別措置法
  - 水底の底質に関する環境基準はダイオキシン類のみが現在定められているが、食物連鎖の人の健康リスク管理や底質汚染防止の面から、水質汚濁防止法等で環境基準を定められている物質について底質環境基準を定めることが望まれている。[要出典]